# Promina
Promina ist eine Gemeinde in der kroatischen Gespanschaft (Županije) Šibenik-Knin.

## Lage und Einwohner
Die Gemeinde Promina erstreckt sich an den Hängen des Promina-Berges (1148 m) im Westen und entlang des zentralen Teils des Flusses Krka. Nordöstlich grenzt die Gemeinde an Knin und im Süden an Drniš. Das Zentrum der Gemeinde wurde im Jahr 1690 an Oklaj übertragen.
Die Gemeinde umfasst die Siedlungen Oklaj, Razvođe, Lukar, Suknovci, Marasovine, Matas, Puljani, Ljubotić, Citluk, Mratovo, Bogetic (Bogatić), Podi, Nećven und Bobodol. 
2011 lebten 1136 Menschen in der Gesamtgemeinde.

## Sehenswürdigkeiten
Ein großer Teil der Fläche des Nationalparks Krka liegt innerhalb der Gemeinde.

## Persönlichkeiten
- Ivan Aralica (* 1930 in Promina), Schriftsteller